# Radmila Cvetković
Radmila „Rada“ Cvetković (serbisch-kyrillisch Радмила Цветковић; * 8. März 1961 in Belgrad, SFR Jugoslawien, geborene Radmila Savić) ist eine ehemalige serbische Handballspielerin, die dem Kader der jugoslawischen Nationalmannschaft angehörte.

## Karriere
Cvetković gehörte bereits mit 14 Jahren dem Kader des jugoslawischen Erstligisten ORK Belgrad an, mit dem sie im Jahr 1982 den jugoslawischen Pokal gewann. Weiterhin lief Cvetković für die jugoslawische Nationalmannschaft auf, für die sie 45-mal zum Einsatz kam. Mit der jugoslawischen Auswahl gewann sie bei den Olympischen Spielen 1980 die Silbermedaille.